# Inglewood (Nebraska)
Inglewood es una villa ubicada en el condado de Dodge en el estado estadounidense de Nebraska. En el Censo de 2010 tenía una población de 325 habitantes y una densidad poblacional de 520,68 personas por km².

## Geografía
Inglewood se encuentra ubicada en las coordenadas 41°24′55″N 96°30′7″O / 41.41528, -96.50194. Según la Oficina del Censo de los Estados Unidos, Inglewood tiene una superficie total de 0.62 km², de la cual 0.62 km² corresponden a tierra firme y (0.41%) 0 km² es agua.

## Demografía
Según el censo de 2010, había 325 personas residiendo en Inglewood. La densidad de población era de 520,68 hab./km². De los 325 habitantes, Inglewood estaba compuesto por el 86.15% blancos, el 0.62% eran afroamericanos, el 0.92% eran amerindios, el 0.31% eran asiáticos, el 0% eran isleños del Pacífico, el 10.46% eran de otras razas y el 1.54% pertenecían a dos o más razas. Del total de la población el 14.46% eran hispanos o latinos de cualquier raza.